# Деціанування
Деціанува́ння (рос. децианирование, англ. decyanation) — заміщення в органічних нітрильних сполуках ціаногруп на атоми H (відновлення гідразином, борогідридами, цинком, дією лужних металів у рідкім амоніаку та ін.), або елімінування їх з утворенням кратних зв'язків:
{\displaystyle \mathrm {Py{-}CH_{2}+N_{2}H_{4}{\cdot }H_{2}O\ {\xrightarrow {t}}\ Py{-}CH_{3}} }
{\displaystyle \mathrm {(NC)_{3}C{-}C(CN)_{3}\ {\xrightarrow {t}}\ (CN)_{2}C{=}C(CN)_{2}} }